# Apantesis colorata
Apantesis colorata là một loài bướm đêm thuộc phân họ Arctiinae, họ Erebidae.